# Mycalesis
Mycalesis är ett släkte av fjärilar. Mycalesis ingår i familjen praktfjärilar.

## Bildgalleri

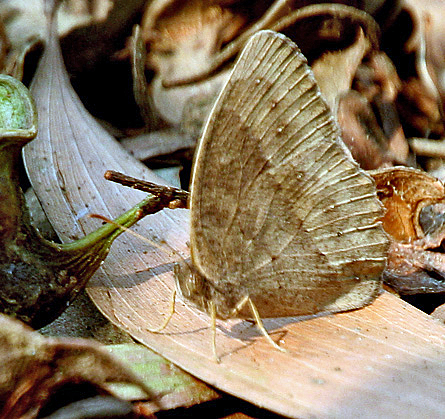

## Dottertaxa tillMycalesis, i alfabetisk ordning[1]
- Mycalesis acarya
- Mycalesis adamsoni
- Mycalesis adolphei
- Mycalesis adustata
- Mycalesis aemate
- Mycalesis aethiops
- Mycalesis agraphides
- Mycalesis agraphis
- Mycalesis albocincta
- Mycalesis albofasciata
- Mycalesis alboplaga
- Mycalesis albopupillata
- Mycalesis allynorum
- Mycalesis amoena
- Mycalesis analis
- Mycalesis anapita
- Mycalesis anaxias
- Mycalesis anaxioides
- Mycalesis andamana
- Mycalesis angiana
- Mycalesis anisops
- Mycalesis annamitica
- Mycalesis antecanis
- Mycalesis anteros
- Mycalesis anynana
- Mycalesis arabella
- Mycalesis aramis
- Mycalesis arisana
- Mycalesis aruana
- Mycalesis asochia
- Mycalesis asophis
- Mycalesis atrata
- Mycalesis atropates
- Mycalesis auricruda
- Mycalesis aurivillii
- Mycalesis australis
- Mycalesis baluna
- Mycalesis barbara
- Mycalesis baumanni
- Mycalesis bazochii
- Mycalesis benina
- Mycalesis benitonis
- Mycalesis besina
- Mycalesis bethami
- Mycalesis bibundensis
- Mycalesis bicolor
- Mycalesis biformis
- Mycalesis bilineata
- Mycalesis birungae
- Mycalesis bisaltia
- Mycalesis bisaya
- Mycalesis bizonata
- Mycalesis blasius
- Mycalesis borealis
- Mycalesis borneensis
- Mycalesis buea
- Mycalesis cacodaemon
- Mycalesis caesonia
- Mycalesis caffra
- Mycalesis campa
- Mycalesis campides
- Mycalesis canicula
- Mycalesis carpenteri
- Mycalesis centralis
- Mycalesis cepheus
- Mycalesis chapini
- Mycalesis charaka
- Mycalesis circella
- Mycalesis comes
- Mycalesis completa
- Mycalesis concolor
- Mycalesis confucius
- Mycalesis congoensis
- Mycalesis cooksoni
- Mycalesis copiosa
- Mycalesis coronensis
- Mycalesis croatis
- Mycalesis cyamites
- Mycalesis daidis
- Mycalesis davisoni
- Mycalesis decia
- Mycalesis decipiens
- Mycalesis deficiens
- Mycalesis deianira
- Mycalesis deianirina
- Mycalesis dekeyseri
- Mycalesis delicata
- Mycalesis delila
- Mycalesis dentata
- Mycalesis deocellata
- Mycalesis desolata
- Mycalesis dexamenus
- Mycalesis diniche
- Mycalesis dinon
- Mycalesis discobolus
- Mycalesis distanti
- Mycalesis dohertyi
- Mycalesis dora
- Mycalesis dorothea
- Mycalesis dorycus
- Mycalesis drusia
- Mycalesis drusillodes
- Mycalesis dubia
- Mycalesis duguidi
- Mycalesis duponchelii
- Mycalesis durga
- Mycalesis elegantula
- Mycalesis eleutheria
- Mycalesis elia
- Mycalesis eminens
- Mycalesis ena
- Mycalesis enganoënsis
- Mycalesis erna
- Mycalesis erysichton
- Mycalesis etha
- Mycalesis eudoxia
- Mycalesis eusiris
- Mycalesis evansii
- Mycalesis evara
- Mycalesis evarida
- Mycalesis evenus
- Mycalesis excelsior
- Mycalesis exheredata
- Mycalesis feae
- Mycalesis febronia
- Mycalesis felderi
- Mycalesis fernandina
- Mycalesis fervida
- Mycalesis flagrans
- Mycalesis flavotincta
- Mycalesis fluviatilis
- Mycalesis formosana
- Mycalesis francisca
- Mycalesis fucentia
- Mycalesis fulginia
- Mycalesis fulviana
- Mycalesis fulvianetta
- Mycalesis fulvooculatus
- Mycalesis fumosus
- Mycalesis funebris
- Mycalesis fuscum
- Mycalesis getulia
- Mycalesis golo
- Mycalesis goloides
- Mycalesis gomia
- Mycalesis gopa
- Mycalesis gopaka
- Mycalesis gotama
- Mycalesis graphidhabra
- Mycalesis graueri
- Mycalesis haasei
- Mycalesis hamerta
- Mycalesis heri
- Mycalesis hermana
- Mycalesis hernica
- Mycalesis hewitsonii
- Mycalesis hintzi
- Mycalesis hirtia
- Mycalesis horishana
- Mycalesis horsfieldii
- Mycalesis hyperanthus
- Mycalesis igilia
- Mycalesis igoleta
- Mycalesis imitatrix
- Mycalesis indistans
- Mycalesis infuscata
- Mycalesis inga
- Mycalesis injusta
- Mycalesis inopia
- Mycalesis intermedia
- Mycalesis interrupta
- Mycalesis ita
- Mycalesis italus
- Mycalesis itys
- Mycalesis janardana
- Mycalesis jobina
- Mycalesis jolana
- Mycalesis junonia
- Mycalesis justina
- Mycalesis justinella
- Mycalesis kagina
- Mycalesis kamitugensis
- Mycalesis kapaura
- Mycalesis karnyi
- Mycalesis kenia
- Mycalesis khasia
- Mycalesis khasiana
- Mycalesis khasia-orcha
- Mycalesis kigonserae
- Mycalesis kina
- Mycalesis kivuensis
- Mycalesis kochi
- Mycalesis kohimensis
- Mycalesis kolita
- Mycalesis konglua
- Mycalesis kyllenion
- Mycalesis lalassis
- Mycalesis lamani
- Mycalesis langi
- Mycalesis latior
- Mycalesis latistriata
- Mycalesis lepcha
- Mycalesis leptoglena
- Mycalesis leucinoë
- Mycalesis lorna
- Mycalesis lornides
- Mycalesis lugens
- Mycalesis lurida
- Mycalesis macromalayana
- Mycalesis macularia
- Mycalesis madjicosa
- Mycalesis maforica
- Mycalesis magna
- Mycalesis maia
- Mycalesis maianeas
- Mycalesis makomensis
- Mycalesis malsara
- Mycalesis malsarida
- Mycalesis mamerta
- Mycalesis mandanes
- Mycalesis manii
- Mycalesis manipa
- Mycalesis mara
- Mycalesis mareotis
- Mycalesis margarites
- Mycalesis marginata
- Mycalesis massalia
- Mycalesis mataurus
- Mycalesis matho
- Mycalesis maura
- Mycalesis mausonia
- Mycalesis mea
- Mycalesis medontias
- Mycalesis meeki
- Mycalesis megamede
- Mycalesis mehadeva
- Mycalesis melanopis
- Mycalesis melusina
- Mycalesis mercea
- Mycalesis merops
- Mycalesis mesogenina
- Mycalesis messene
- Mycalesis mestra
- Mycalesis micromede
- Mycalesis mildbraedi
- Mycalesis milena
- Mycalesis milyas
- Mycalesis mindorana
- Mycalesis mineus
- Mycalesis miranda
- Mycalesis mirjam
- Mycalesis misenus
- Mycalesis missionarii
- Mycalesis mnasicles
- Mycalesis moorei
- Mycalesis mucia
- Mycalesis mucianus
- Mycalesis musculus
- Mycalesis mynois
- Mycalesis mystes
- Mycalesis nala
- Mycalesis nanda
- Mycalesis nanodes
- Mycalesis nautilus
- Mycalesis neas
- Mycalesis nebulosa
- Mycalesis neglecta
- Mycalesis neovisala
- Mycalesis nerida
- Mycalesis neustetteri
- Mycalesis newayana
- Mycalesis niasana
- Mycalesis nicobarica
- Mycalesis nicotia
- Mycalesis nigrita
- Mycalesis nitobei
- Mycalesis nobilis
- Mycalesis noblemairei
- Mycalesis nudgara
- Mycalesis nyongensis
- Mycalesis obliterata
- Mycalesis obscura
- Mycalesis obscurata
- Mycalesis obscurus
- Mycalesis obsoletus
- Mycalesis oculata
- Mycalesis oculus
- Mycalesis olivia
- Mycalesis onatas
- Mycalesis opaculus
- Mycalesis ophthalmicus
- Mycalesis orcha
- Mycalesis orientalis
- Mycalesis orseis
- Mycalesis orsina
- Mycalesis otrea
- Mycalesis owassae
- Mycalesis palawana
- Mycalesis palawensis
- Mycalesis pales
- Mycalesis pallens
- Mycalesis pallida
- Mycalesis pandaea
- Mycalesis panthaka
- Mycalesis parva
- Mycalesis patiana
- Mycalesis patnia
- Mycalesis pavonis
- Mycalesis penicillata
- Mycalesis perdiccas
- Mycalesis pereus
- Mycalesis periscelis
- Mycalesis perna
- Mycalesis pernotata
- Mycalesis persa
- Mycalesis perseoides
- Mycalesis persimilis
- Mycalesis pesegemus
- Mycalesis phalanthoides
- Mycalesis phalanthus
- Mycalesis phamis
- Mycalesis phidon
- Mycalesis philippina
- Mycalesis phinonides
- Mycalesis pitana
- Mycalesis polydecta
- Mycalesis prasias
- Mycalesis praxidis
- Mycalesis procora
- Mycalesis procyon
- Mycalesis pseudasophis
- Mycalesis ptyleus
- Mycalesis pumillo
- Mycalesis radza
- Mycalesis raesaces
- Mycalesis rama
- Mycalesis rampaiana
- Mycalesis remulia
- Mycalesis remulina
- Mycalesis rhacotis
- Mycalesis rhanidostroma
- Mycalesis ribbei
- Mycalesis rokkina
- Mycalesis roonia
- Mycalesis rudis
- Mycalesis sadona
- Mycalesis safitza
- Mycalesis saga
- Mycalesis sagittigera
- Mycalesis samba
- Mycalesis samina
- Mycalesis sanatana
- Mycalesis sandace
- Mycalesis sangaica
- Mycalesis sapitana
- Mycalesis sara
- Mycalesis sciathis
- Mycalesis sebetus
- Mycalesis sebonga
- Mycalesis semicastanea
- Mycalesis semicoeca
- Mycalesis semirasa
- Mycalesis semperi
- Mycalesis sericus
- Mycalesis seriphus
- Mycalesis shiva
- Mycalesis siamica
- Mycalesis signata
- Mycalesis sinonia
- Mycalesis siporana
- Mycalesis sirius
- Mycalesis socotrana
- Mycalesis splendens
- Mycalesis suaveolens
- Mycalesis subdita
- Mycalesis subfasciata
- Mycalesis subignobilis
- Mycalesis subocellata
- Mycalesis subspersa
- Mycalesis sudra
- Mycalesis sulensis
- Mycalesis surkha
- Mycalesis tabitha
- Mycalesis tagala
- Mycalesis taiwana
- Mycalesis takamukuana
- Mycalesis tannis
- Mycalesis taxilides
- Mycalesis teatus
- Mycalesis teba
- Mycalesis technatis
- Mycalesis teikichiana
- Mycalesis terminulus
- Mycalesis terminus
- Mycalesis ternatensis
- Mycalesis tessimus
- Mycalesis theophila
- Mycalesis thyateira
- Mycalesis tilmara
- Mycalesis tira
- Mycalesis tolosa
- Mycalesis tonkiniana
- Mycalesis transfasciata
- Mycalesis transiens
- Mycalesis treadawayi
- Mycalesis triocelligera
- Mycalesis tuanda
- Mycalesis tunicula
- Mycalesis typhlus
- Mycalesis tytleri
- Mycalesis ulia
- Mycalesis umbonia
- Mycalesis una
- Mycalesis undulata
- Mycalesis unica
- Mycalesis uniformis
- Mycalesis unipupillata
- Mycalesis ushiodai
- Mycalesis ustulata
- Mycalesis wakolo
- Mycalesis vala
- Mycalesis valda
- Mycalesis valeria
- Mycalesis valeriana
- Mycalesis watsoni
- Mycalesis wayewa
- Mycalesis velutina
- Mycalesis venostes
- Mycalesis vercella
- Mycalesis verena
- Mycalesis vetus
- Mycalesis vicaria
- Mycalesis vietteti
- Mycalesis violascens
- Mycalesis visala
- Mycalesis volsina
- Mycalesis vulcanica
- Mycalesis vulgaris
- Mycalesis xanthias
- Mycalesis xeneas
- Mycalesis zachaeus
- Mycalesis zia
- Mycalesis zinebi
- Mycalesis zonatus
- Mycalesis zopyrus